# ドキュメント20min.
『ドキュメント20min.』（ドキュメント・トゥエンティーミニッツ、英: DOCUMENT 20min.）は、2009年6月5日から2012年3月19日（第1期）、および2022年4月11日から（第2期）、いずれもNHK総合テレビで毎週深夜帯に放送されているドキュメンタリー番組である。

## 番組概要
番組のタイトルの通り、放送時間が20分間のドキュメンタリー番組である。毎回、20分間の放送時間内で様々な視点から人物や出来事などを伝えている。また、特定のナレーターは置いておらず、NHKのアナウンサーあるいはタレントがナレーションを担当している。制作はNHKの全国各放送局に在籍している入局2～5年以内の若手ディレクターが主に行っている。
番組が誕生したきっかけは、2008年度から2009年度までに放送された深夜番組のレーベル『EYES』の放送形態が変更されたことに起因する。2009年4月および5月の金曜日未明（木曜日深夜）に放送された『関口知宏のファーストジャパニーズ』の後継番組として開始された。
2010年度からは、月曜日未明（日曜日深夜）に放送時間を変更して継続。なお、2010年度からはこれまで全国一律での放送が変更され、地域によっては遅れネットとなっていた（詳細は次項参照）。
なお、レギュラー放送（第1期）は2012年3月19日（18日深夜）の放送をもって終了し、その後は不定期の放送となっていた。
2022年2月9日、土曜日22:40 - 23:10に放送されていたドキュメンタリー番組枠『ストーリーズ』（3月26日放送終了）の体裁上の後継で、同年度から「次世代に向けた新しいドキュメンタリー番組に挑戦」をコンセプトに掲げ、月曜日（日曜日深夜）0:00 - 0:20の時間帯に『ドキュメント20min.』（第2期）を放送開始することが発表された。本番組としては10年ぶりのレギュラー放送復活となる。4月11日（10日深夜）より第2期としての初回が放送された。

## 放送時間
いずれも日本標準時（JST）。
2009年度
- 金曜日（木曜日深夜） 0:10 - 0:30

2010年度上期（4月4日 - 9月19日）
- 月曜日（日曜日深夜） 0:10 - 0:30（総合テレビ、近畿地方を除く）
- 火曜日 11:30 - 11:50（BS2）
- 木曜日 17:40 - 18:00（BShi）

2010年度下期（9月26日以降）
- 月曜日（日曜日深夜） 0:00 - 0:20（総合テレビ、近畿地方を除く）
  - なお、BS2およびBShiでの放送時間は変更されない。

2011年度上期
- 本放送（2011年10月10日まで）：月曜日（日曜日深夜） 0:10 - 0:30（総合テレビ、近畿地方を除く）
- 再放送：月曜日 15:40 - 16:00[2]（総合テレビ、近畿地方を除く[3]）、金曜日 11:05 - 11:25（総合テレビ、関東・東北地方を除く）

2011年度下期
- 本放送（2011年10月17日以降[4]）：月曜日（日曜日深夜） 0:40 - 1:00（総合テレビ、近畿地方を除く）
- 再放送の放送時間は変更なし。
  - 再放送は国会中継・高校野球中継時は休止。2011年度から再放送は総合テレビのみとなる。

2022年度
- 月曜日（日曜日深夜） 0:00 - 0:20（総合テレビ）[5]
- 火曜日 17:00 - 17:20（BS1）

2023年度
- 月曜日（日曜日深夜） 0:00 - 0:20（総合テレビ）
- 水曜日 17:30 - 17:50（BS1）
  - 同年12月1日からのBS1・BSプレミアムのチャンネル再編（2K画質チャンネルはNHK BSとして統合）に伴い、本番組のBSでの再放送は11月29日（27日の総合テレビ放送分）をもって終了した。

2024年度
- 月曜日（日曜日深夜） 0:00 - 0:20（総合テレビ）

## 遅れ放送について
2010年度からは、近畿地方（NHK大阪放送局）においては遅れネットでの放送となった。また、それ以外の地域でも、特別番組放送時には放送時間変更・放送休止の場合がある。

### 2010年度
近畿地方
- 月曜日（日曜日深夜） 0:50 - 0:10（2010年9月19日まで）
- 月曜日（日曜日深夜） 0:45 - 1:05（2010年9月26日以降）
  - いずれも大阪放送局制作『上方演芸ホール』放送のため。

鳥取県（原則として隔週、2010年上期のみ）
- 月曜日（日曜日深夜） 0:25 - 0:40
  - 鳥取放送局制作『√るーと』[6]放送のため。なお、2010年10月以降は同時ネットに変更している。

### 2011年度
近畿地方
- 月曜日（日曜日深夜） 0:55 - 1:15（2011年10月10日まで）
- 月曜日（日曜日深夜） 1:25 - 1:45（2011年10月17日以降）
  - 大阪放送局制作『西方笑土』放送のため。

## 主なスタッフ（第2期）
- オープニング映像：小野ハナ、CAFE VFX（週替わり）
- イラスト：宮かなえ（週替わり）
- テーマ音楽：BROCKBEATS
- 映像デザイン：六車武士
- プロデューサー：増田圭佑、本庄優一、西山泰史 ほか
- 制作統括：城秀樹、古屋敷将司、杉江亮彦 ほか
- 制作・著作：NHK

## 補足
- NHK盛岡放送局では、岩手県内向けの総合テレビの番組で『ドキュメント13min.』（開始当初は『岩手発 ドキュメント13min.』）という番組が不定期放送されている。2009年4月3日に放送を開始した番組で、岩手県内の人々にスポットを当てた番組である。
- 金曜日の20:30から13分間放送され、2009年度は6本が制作された[13]。